# Fritz Kraemer
Fritz Kraemer (12 de diciembre de 1900 - 23 de junio de 1959) fue un comandante de alto rango de las Waffen-SS y criminal de guerra durante la era nazi. Durante la II Guerra Mundial comandó el I Cuerpo Panzer SS y la División SS Hitlerjugend. Después de la guerra, Kraemer fue juzgado por su papel en la masacre de Malmedy, recibiendo una sentencia de 10 años.
Durante la II Guerra Mundial, Kraemer inicialmente sirvió con la 13.ª División de Infantería. En enero de 1943, fue nombrado personal de estado mayor del I Cuerpo Panzer SS comandado por Sepp Dietrich. Kraemer fue admitido en las SS el 1 de agosto de 1944. Durante las batallas en Normandía, Krämer actuó como lugarteniente de Dietrich, y finalmente sucedió a Hubert Meyer como comandante de la División SS Hitlerjugend. Estuvo al cargo de la división hasta el 13 de noviembre de 1944.
Kraemer después sirvió como jefe de Estado Mayor con el 6.º Ejército Panzer y se rindió al Ejército de EE. UU., junto con Dietrich, en mayo de 1945. Fue juzgado en 1946 por su papel en la masacre de Malmedy. Kraemer fue hallado culpable de crímenes de guerra y sentenciado a 10 años en prisión. Fue liberado en 1952 y murió en 1959.

## Condecoraciones
- Cruz Alemana en Oro (1942)
- Cruz de Hierro Segunda Clase (1939) y Primera Clase (1940)
- Cruz de Caballero de la Cruz de Hierro el 17 de diciembre de 1942 como Oberstleutnant im Generalstab e Ia (oficial de operaciones) en la 13. Panzer-Division[1]